# ساحة واشنطن (رواية)
واشنطن سكوير (بالإنجليزية: Washington Square)‏ هي رواية قصيرة بقلم هنري جيمس. نشرت أولا في عام 1880 بشكل مسلسل في مجلة كورنهيل ومجلة هاربرز الشهرية، وهي كوميديا تراجيدية بسيطة تروي الصراع بين ابنة كسولة ولكنها جميلة وأبوها الذكي وعديم العاطفة. اقتبس جيمس الرواية من قصة حقيقية حكتها له صديقته الحميمة، الممثلة البريطانية فاني كيمبل. وغالبا ما تتم مقارنة هذا الكتاب مع أعمال جين أوستن لوضوح النثر وعذوبته، وتركيزه الشديد على العلاقات الأسرية. لم يكن جيمس من معجبي جين اوستن، ولا يحتمل أنه اعتبر هذه المقارنة إطراءا. وفي الواقع فإن جيمس لم يكن من معجبي روايته هذه. وحاول أن يقرأها لكي يدرجها في طبعة نيويورك من رواياته (1907-1909) ولكنه لم يستطع ذلك، ولم يدرج الرواية في تلك الطبعة. إلا أن القراء الآخرين استمتعوا بالكتاب فأصبح بعدها أحد أكثر أعمال جيمس شعبية.

## روابط خارجية
- ساحة واشنطن على موقع الموسوعة البريطانية (الإنجليزية)